# Curlew Lake (Washington)
Pour les articles homonymes, voir Curlew.
Curlew Lake  est une census-designated place américaine de l'État de Washington dans le comté de Ferry. 
La population était de 462 habitants en 2010.